# Teddy Sheringham
Edward Paul "Teddy" Sheringham (sinh ngày 2 tháng 4 năm 1966) là một cựu cầu thủ bóng đá người Anh. Ông đã từng là thành viên đội tuyển bóng đá quốc gia Anh, từng là đội trưởng của câu lạc bộ Tottenham Hotspurs và là một trong những cầu thủ của câu lạc bộ Manchester United trong mùa bóng 1998-1999, mùa bóng lịch sử với 3 chức vô địch Ngoại hạng Anh, cúp FA và UEFA Champions League.
Teddy Sheringham được sinh ra tại Highams Park, London, Anh.

## Các câu lạc bộ đã thi đấu
- Millwall F.C. (1983-1991)
- Nottingham Forest F.C. (1991-1992)
- Tottenham Hotspur F.C. (1992-1997 và 2001-2003)
- Manchester United F.C. (1997-2001)
- Portsmouth (2003-2004)
- West Ham United F.C. (2004-2007)
- Colchester United (2007-2008)

## Thành tích
Djurgården
- Division 2 Norra: 1985

Millwall
- Football League Group Cup: 1982–83
- Football League Second Division: 1987–88

Nottingham Forest
- Full Members' Cup: 1991–92

Manchester United
- Premier League: 1998–99, 1999–2000, 2000–01
- FA Cup: 1998–99
- FA Charity Shield: 1997
- UEFA Champions League: 1998–99
- Intercontinental Cup: 1999

West Ham United
- Football League Championship play-offs: 2005